# Codici postali del Regno Unito

Mappa dei codici postali del Regno Unito

I codici postali usati nel Regno Unito sono conosciuti come codici postali (Postcodes). Essi sono alfanumerici e furono introdotti dalla Royal Mail durante un periodo di 15 anni dall'11 ottobre 1959 al 1974. Un codice postale completo è noto come "postcode unit" ed usualmente corrisponde ad un numero limitato di indirizzi di un punto di smistamento più grande.

## Utilizzi
I codici postali sono stati adottati per una vasta gamma di utilizzi in aggiunta all'aiuto dell'ordinamento automatico della posta, e vengono usati per calcolare premi di polizze assicurative, destinazioni designate in programmi di navigazione stradale, formare gruppi di codici postali, e vengono usati infine al più basso livello di aggregazione per i censimenti. I dati dei codici postali sono memorizzati, manutenuti e periodicamente aggiornati nel database Postcode Address File, insieme agli indirizzi completi per circa 27,5 milioni di punti di consegna.

## Storia
Un precedente sistema di distretti postali fu implementato a Londra ed altre grandi città dal 1857. A Londra questo sistema fu raffinato nel 1917 per includere suddivisioni numerate, ed esteso ad altre città nel 1934. Questi distretti originari vennero più tardi incorporati nel sistema nazionale dei codici postali.
Mentre ogni città può ricondurre il proprio codice al nome (es. AB per Aberdeen), a Londra si è scelta una denominazione sulla base dei punti cardinali. Ogni area di Londra si è vista assegnata un prefisso (da una a tre lettere) che corrisponde alla posizione sulla bussola (es. SE per Sud Est), seguito da un numero e due altre lettere per distinguerlo dalle strade adiacenti all'interno di quell'area.

## Sistema in vigore
Ci sono 121 aree geografiche postali nel Regno Unito e altre ulteriori 3 che coprono le dipendenza della Corona britannica Guernsey, Jersey e l'Isola di Man.
Ogni area postale è ulteriormente divisa in post towns e distretti postali. Ci sono in media 20 distretti postali per ogni area postale. Il distretto postale di Londra è invece diviso in diverse aree postali.

## Aree postali del Regno Unito
| Area postale | Nome area postale      | Formazione del codice                               |
| ------------ | ---------------------- | --------------------------------------------------- |
| AB           | Aberdeen               |                                                     |
| AL           | St Albans              |                                                     |
| B            | Birmingham             |                                                     |
| BA           | Bath                   |                                                     |
| BB           | Blackburn              |                                                     |
| BD           | Bradford               |                                                     |
| BH           | Bournemouth            |                                                     |
| BL           | Bolton                 |                                                     |
| BN           | Brighton               |                                                     |
| BR           | Bromley                |                                                     |
| BS           | Bristol                |                                                     |
| BT           | Belfast                |                                                     |
| CA           | Carlisle               |                                                     |
| CB           | Cambridge              |                                                     |
| CF           | Cardiff                |                                                     |
| CH           | Chester                |                                                     |
| CM           | Chelmsford             |                                                     |
| CO           | Colchester             |                                                     |
| CR           | Croydon                |                                                     |
| CT           | Canterbury             |                                                     |
| CV           | Coventry               |                                                     |
| CW           | Crewe                  |                                                     |
| DA           | Dartford               |                                                     |
| DD           | Dundee                 |                                                     |
| DE           | Derby                  |                                                     |
| DG           | Dumfries               | Dumfries e Galloway                                 |
| DH           | Durham                 |                                                     |
| DL           | Darlington             |                                                     |
| DN           | Doncaster              |                                                     |
| DT           | Dorchester             |                                                     |
| DY           | Dudley                 |                                                     |
| E            | East London            |                                                     |
| EC           | East Central London    |                                                     |
| EH           | Edimburgo              |                                                     |
| EN           | Enfield                |                                                     |
| EX           | Exeter                 |                                                     |
| FK           | Falkirk                |                                                     |
| FY           | Blackpool              | The Fylde                                           |
| G            | Glasgow                |                                                     |
| GL           | Gloucester             |                                                     |
| GU           | Guildford              |                                                     |
| HA           | Harrow                 |                                                     |
| HD           | Huddersfield           |                                                     |
| HG           | Harrogate              |                                                     |
| HP           | Hemel Hempstead        |                                                     |
| HR           | Hereford               |                                                     |
| HS           | Ebridi Esterne         | Hebrides                                            |
| HU           | Hull                   |                                                     |
| HX           | Halifax                |                                                     |
| IG           | Ilford                 | Probabilmente Ilford e Chigwell, o Ilford e Barking |
| IP           | Ipswich                |                                                     |
| IV           | Inverness              |                                                     |
| KA           | Kilmarnock             | Probabilmente Kilmarnock e Ayr                      |
| KT           | Kingston upon Thames   |                                                     |
| KW           | Kirkwall               |                                                     |
| KY           | Kirkcaldy              |                                                     |
| L            | Liverpool              |                                                     |
| LA           | Lancaster              |                                                     |
| LD           | Llandrindod Wells      |                                                     |
| LE           | Leicester              |                                                     |
| LL           | Llandudno              |                                                     |
| LN           | Lincoln                |                                                     |
| LS           | Leeds                  |                                                     |
| LU           | Luton                  |                                                     |
| M            | Manchester             |                                                     |
| ME           | Rochester              | Medway (ora anche nota Maidstone)                   |
| MK           | Milton Keynes          |                                                     |
| ML           | Motherwell             |                                                     |
| N            | North London           |                                                     |
| NE           | Newcastle upon Tyne    |                                                     |
| NG           | Nottingham             |                                                     |
| NN           | Northampton            |                                                     |
| NP           | Newport                |                                                     |
| NR           | Norwich                |                                                     |
| NW           | North West London      |                                                     |
| OL           | Oldham                 |                                                     |
| OX           | Oxford                 |                                                     |
| PA           | Paisley                |                                                     |
| PE           | Peterborough           |                                                     |
| PH           | Perth                  |                                                     |
| PL           | Plymouth               |                                                     |
| PO           | Portsmouth             |                                                     |
| PR           | Preston                |                                                     |
| RG           | Reading                |                                                     |
| RH           | Redhill                |                                                     |
| RM           | Romford                |                                                     |
| S            | Sheffield              |                                                     |
| SA           | Swansea                |                                                     |
| SE           | South East London      |                                                     |
| SG           | Stevenage              |                                                     |
| SK           | Stockport              |                                                     |
| SL           | Slough                 |                                                     |
| SM           | Sutton                 | Probabilmente Sutton e Morden                       |
| SN           | Swindon                |                                                     |
| SO           | Southampton            |                                                     |
| SP           | Salisbury              | Salisbury Plain                                     |
| SR           | Sunderland             |                                                     |
| SS           | Southend-on-Sea        |                                                     |
| ST           | Stoke-on-Trent         |                                                     |
| SW           | South West London      |                                                     |
| SY           | Shrewsbury             |                                                     |
| TA           | Taunton                |                                                     |
| TD           | Galashiels             | Tweeddale                                           |
| TF           | Telford                |                                                     |
| TN           | Tunbridge Wells        |                                                     |
| TQ           | Torquay                |                                                     |
| TR           | Truro                  |                                                     |
| TS           | Cleveland              | Teesside                                            |
| TW           | Twickenham             |                                                     |
| UB           | Southall               | Uxbridge                                            |
| W            | West London            |                                                     |
| WA           | Warrington             |                                                     |
| WC           | Western Central London |                                                     |
| WD           | Watford                |                                                     |
| WF           | Wakefield              |                                                     |
| WN           | Wigan                  |                                                     |
| WR           | Worcester              |                                                     |
| WS           | Walsall                |                                                     |
| WV           | Wolverhampton          |                                                     |
| YO           | York                   |                                                     |
| ZE           | Lerwick                | Zetland (Shetland)                                  |

## Aree postali delle dipendenze della Corona britannica
Le dipendenze della Corona britannica (che non sono parte del Regno Unito) hanno separate autorità postali.
| Area postale | Nome area postale |
| ------------ | ----------------- |
| GY           | Guernsey          |
| JE           | Jersey            |
| IM           | Isola di Man      |

## Aree postali non geografiche

### GIR
GIR 0AA è un codice postale per Girobank a Bootle. Rimase in uso dal suo successore quando la Girobank fu acquisita da Alliance & Leicester e successivamente da Santander UK.

### BF
L'area postale BF fu introdotta nel 2012 per fornire codici postali opzionali per gli indirizzi della British Forces Post Office, for consistency with the layout of other UK addresses. Usa il post town non geografico "BFPO" e, dal 2012, il distretto postale "BF1".

### BX
L'area postale non-geografica BX è stata introdotta per gli indirizzi che non includono una località: questo permette a grandi organizzazioni flessibilità a lungo termine sul luogo dove ricevere la posta. Questa area postale è utilizzata da Lloyds Banking Group (BX1 1LT) e parti della HM Revenue and Customs come il VAT Central Unit (BX5 5AT) e Pay as You Earn (BX9 1AS). Lloyds Bank usa inoltre BX4. Dopo la separazione da Lloyds, la TSB Bank utilizza BX4 7SB.

### XX
L'area postale non-geografica XX è utilizzata da negozi online per i resi attraverso la Royal Mail.
| Venditore             | Codici XX                                                                                          |
| --------------------- | -------------------------------------------------------------------------------------------------- |
| Amazon.co.uk          | XX10 1DD (Scottish Distribution Centre) XX50 1DD (ditto) XX30 1FF (South West Distribution Centre) |
| ASOS.com              | XX10 1AA                                                                                           |
| Boohoo.com            | XX10 1BB                                                                                           |
| John Lewis            | XX10 1EE                                                                                           |
| Very.co.uk            | XX20 1BD                                                                                           |
| MusicMagpie           | XX20 1BF                                                                                           |
| HP                    | XX40 1EH                                                                                           |
| Zara                  | XX40 1EJ                                                                                           |
| Monsoon / Accessorize | XX40 1EP                                                                                           |

## Aree postali dei Territori d'oltremare
Alcuni territori d'oltremare britannici hanno codici postali:
| Postcode                                                  | Location                                                                                   |
| --------------------------------------------------------- | ------------------------------------------------------------------------------------------ |
| AI-2640                                                   | Anguilla                                                                                   |
| ASCN 1ZZ STHL 1ZZ TDCU 1ZZ                                | Sant'Elena, Ascensione e Tristan da Cunha: Isola di Ascensione Sant'Elena Tristan da Cunha |
| BBND 1ZZ                                                  | Territorio britannico dell'Oceano Indiano                                                  |
| BIQQ 1ZZ                                                  | Territorio antartico britannico                                                            |
| FIQQ 1ZZ                                                  | Isole Falkland                                                                             |
| GX11 1AA                                                  | Gibilterra                                                                                 |
| PCRN 1ZZ                                                  | Pitcairn                                                                                   |
| SIQQ 1ZZ                                                  | Georgia del Sud e Isole Sandwich Australi                                                  |
| TKCA 1ZZ                                                  | Turks e Caicos                                                                             |
| BFPO 57 / BF1 2AT (Akrotiri) BFPO 58 / BF1 2AU (Dhekelia) | Akrotiri e Dhekelia                                                                        |
| List Archiviato il 17 aprile 2018 in Internet Archive.    | Bermuda                                                                                    |
| List Archiviato il 7 aprile 2017 in Internet Archive.     | Isole Cayman                                                                               |
| List                                                      | Isole Vergini britanniche                                                                  |
| List                                                      | Montserrat                                                                                 |

Questi codici sono stati introdotti per evitare che la posta fosse mandata ad una destinazione errata e per la ragione che molte compagnie online non accettano indirizzi privi di codice postale.